# Örményország a 2010. évi téli olimpiai játékokon

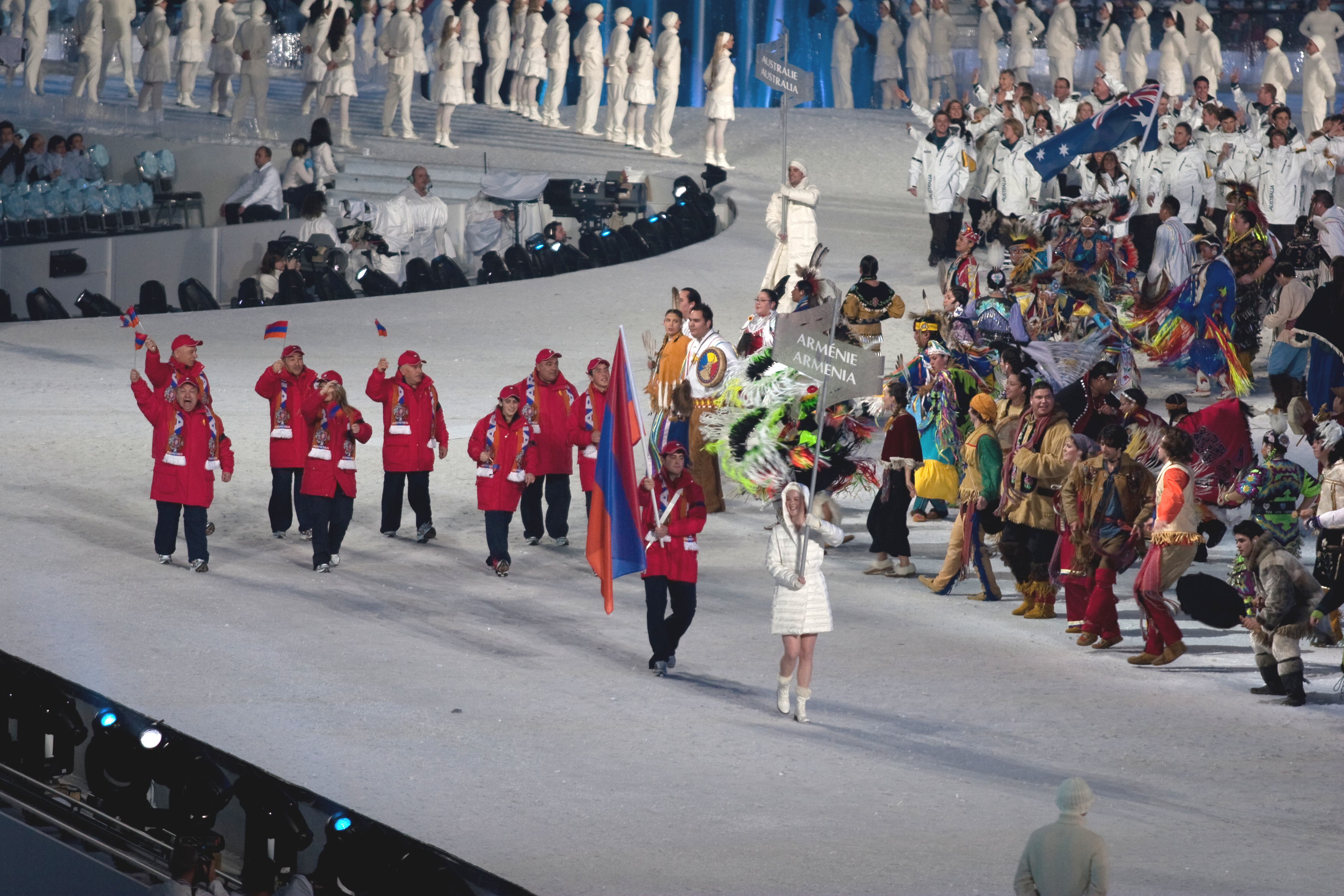
Örményország olimpiai küldöttsége a megnyitón

Örményország a kanadai Vancouverben megrendezett 2010. évi téli olimpiai játékok egyik részt vevő nemzete volt. Az országot az olimpián 2 sportágban 4 sportoló képviselte, akik érmet nem szereztek.

## Alpesisí
Férfi
| Versenyző          | Versenyszám      | 1. futam      | 1. futam      | 2. futam | 2. futam | Összesítés | Összesítés |         |
| Versenyző          | Versenyszám      | Idő           | Hely.         | Idő      | Hely.    | Idő        | Helyezés   |         |
| ------------------ | ---------------- | ------------- | ------------- | -------- | -------- | ---------- | ---------- | ------- |
| Arszen Nersziszjan | Műlesiklás       | kizárták      | kizárták      | kiesett  | kiesett  | kiesett    | kiesett    | kiesett |
| Arszen Nersziszjan | Óriás-műlesiklás | nem ért célba | nem ért célba | kiesett  | kiesett  | kiesett    | kiesett    |         |

Női
| Versenyző                | Versenyszám      | 1. futam      | 1. futam      | 2. futam | 2. futam | Összesítés | Összesítés |
| Versenyző                | Versenyszám      | Idő           | Hely.         | Idő      | Hely.    | Idő        | Helyezés   |
| ------------------------ | ---------------- | ------------- | ------------- | -------- | -------- | ---------- | ---------- |
| Ani-Matilda Szerebrakjan | Műlesiklás       | kizárták      | kizárták      | kiesett  | kiesett  | kiesett    | kiesett    |
| Ani-Matilda Szerebrakjan | Óriás-műlesiklás | nem ért célba | nem ért célba | kiesett  | kiesett  | kiesett    | kiesett    |

## Sífutás
Férfi
| Versenyző          | Versenyszám | Eredmény | Helyezés |
| ------------------ | ----------- | -------- | -------- |
| Szergej Mikajeljan | 15 km       | 37:58,9  | 70.      |

Női
| Versenyző             | Versenyszám | Eredmény | Helyezés |
| --------------------- | ----------- | -------- | -------- |
| Krisztine Khacsatrjan | 10 km       | 34:17,5  | 75.      |